# Amenazas híbridas
Según la definición de la Unión Europea, el concepto de amenaza híbrida sería:
- Acción coordinada y sincronizada, que ataca deliberadamente las vulnerabilidades sistémicas de los estados democráticos y sus instituciones, a través de una amplia gama de medios (políticos, económicos, militares, civiles y de información).
- Las actividades explotan los umbrales de detección y atribución, así como la frontera entre la guerra y la paz (Zona Gris).
- El objetivo es influir en las diferentes formas de toma de decisiones a nivel local, regional, estatal o institucional para favorecer y / o lograr los objetivos estratégicos del agente mientras socava y / o perjudica el objetivo.

## Amenazas híbridas vs Guerra híbrida[2]
Es frecuente encontrar términos tales como guerra híbrida, amenazas híbridas, ataques híbridos, etc. utilizados como si se tratara de conceptos semánticos intercambiables. No es así. Abordar con rigor cualquier disciplina pasa, en primer lugar, por establecer un marco de conceptos definidos, como los siguientes:
| Guerra híbrida  | Situación en la que un país recurre al uso abierto de la fuerza (armada) contra otro país o contra un actor no estatal, además de usar otros medios (por ejemplo, económicos, políticos o diplomáticos). |
| Amenaza híbrida | Fenómeno resultante de la convergencia e interconexión de diferentes elementos que, en conjunto, constituyen una amenaza más compleja y multidimensional.                                                |

Según el Consejo de Europa, cuando no existe confrontación armada (encubierta o no) y atendiendo a las medidas de protección de la seguridad nacional de los Estados y sus límites legales, parece más exacto y conveniente utilizar los términos amenaza híbrida o conflicto híbrido que guerra híbrida.

## Defensa frente a las amenazas híbridas
La Unión Europea ha adoptado, entre otras medidas, una Comunicación conjunta sobre la lucha contra las amenazas híbridas. Para  desarrollarlas,  algunos  Estados  miembros  han  creado  un  Centro de Excelencia para las Amenazas Híbridas  en  Finlandia  (HybridCoE), y el Servicio Europeo de Acción Exterior (SEAE) ha creado una célula (EU Hybrid Fusion Cell)  dentro  de  su  Centro  de  Situación  e  Inteligencia  para  atender  las situaciones de crisis. La Comisión Europea desarrolla medidas para profundizar en la respuesta europea y presenta informes periódicos sobre la aplicación general del marco común relativo a la lucha contra las amenazas híbridas.